# ربنو (شهرستان سوخاچف)
ربنو (به لهستانی:  Rybno) یک روستا در لهستان است که در گمینا ربنو (استان ماسوویان) واقع شده‌است. ربنو ۶۳۰ نفر جمعیت دارد.